# 艾伦·麦克马斯特事件

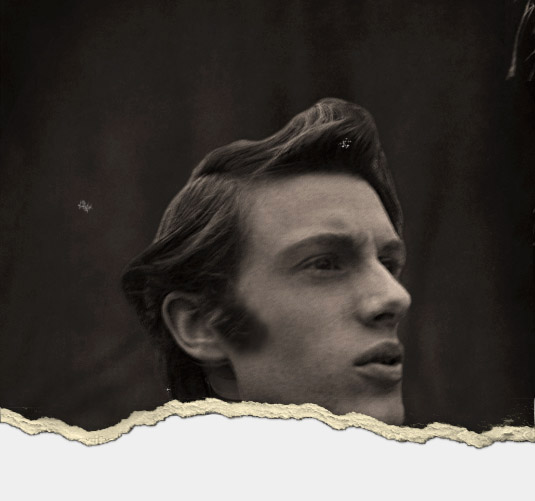
經過圖像处理的亞歷克斯頭像，曾被用於惡作劇條目「艾倫·麥克馬斯特」。

艾倫·麥克馬斯特事件（英語：Alan MacMasters hoax）始於2012年2月，由英國薩里大學航天工程系的一群學生在英文維基百科「烤麵包機」條目中植入虛假資訊，錯誤宣稱蘇格蘭人艾伦·麦克马斯特（英語：Alan MacMasters）於1893年發明了首台彈出式烤麵包機。 隔年2月，其中一名學生建立了一篇專門介紹艾伦·麦克马斯特這位虛構人物的條目，並在隨後數年間陸續添加更多虛構細節，包括虛構的安全事故與其他發明歸功於麥克馬斯特 。該惡作劇持續近十年，直到2022年7月由一名青少年於Reddit上揭露並予以刪除。但在此之前，錯誤資訊曾被包括《蘇格蘭人報》、《每日鏡報》等多家媒體及政府機構誤引用，甚至在英格蘭銀行50英鎊紙幣人物提名活動中入選候選名單，典型反映了資訊被循環報道的危害 。
實際上，現代彈出式烤麵包機技術源於1890年至1920年間多位發明者與企業的累積，其中電彈式烤麵包機由查爾斯·斯特萊特於1906年在美國斯蒂爾沃特發明。

## 經過
2012年2月6日，就讀萨里大学航天工程系的學生艾伦·麦克马斯特（Alan MacMasters）在一堂課上，聽到講師提醒學生不要將維基百科作為資料來源，並提到他的朋友瑪蒂·甘迺迪（Maddy Kennedy）曾編輯英文维基百科的「烤麵包機」條目，將自己標注為烤麵包機的發明者。
課後，艾倫和幾位朋友在英文維基百科上瀏覽「烤麵包機」條目，其中一位名叫亞歷克斯（Alex）的同學將條目中的發明人名稱（當時版本為講師朋友的名字）換成「艾倫·麥克馬斯特」，並聲稱他於1893年在蘇格蘭愛丁堡發明了烤麵包機。
一年後，亞歷克斯打算將這場惡作劇玩得更徹底。他在2013年2月創建了一篇專門介紹「艾倫·麥克馬斯特」的傳記條目，並使用軟體處理了一張艾伦·麦克马斯特的照片，使其看起來像19世紀老照片，隨後上傳至維基百科。與其他用戶一同擴充這篇虛構條目。
在這篇惡作劇條目中，亞歷克斯提到烤麵包機最初並未取得商業成功，还将電熱水壺的發明也歸功於麦克马斯特，甚至聲稱他發明的烤麵包機曾引發英國最早期的家電致命火災之一。
條目中還虛構了一則逸事，描述一位婦人的餐桌因烤麵包機加热元件熔化而起火。另一項虛構內容稱麥克馬斯特曾協助倫敦地鐵開發照明系統。

## 影響
這篇條目原本僅為亞歷克斯的惡作劇，卻逐漸被媒體、公眾與機構誤信為真，並引用資料造成該假資訊廣為流傳，包括《蘇格蘭人報》、《每日鏡報》等報紙、百科全書、政府機構和位於特拉华州的哈格利博物馆和图书馆等博物館都曾引用這項錯誤資訊。亞歷克斯藉由這些錯誤引用進一步迴圈傳播假資訊，鞏固條目的可信度。
全球有超過十二本不同語言的書籍稱麥克馬斯特為烤麵包機的發明者。此外，蘇格蘭一所小學專門為麥克馬斯特舉辦了一天的紀念活動。在英格蘭銀行公開徵求50英镑纸币人物提名時，麥克馬斯特成為227,299筆提名中符合資格的989名人選之一。在2014年苏格兰独立公投期間，有苏格兰政府資助的組織引用麥克馬斯特的虛構故事，來論證蘇格蘭獨立的可能性。BBC烹飪節目《頂級英倫菜單》中，主廚史考特·史密斯（英語：Scott Smith）甚至還製作一款以他為靈感的甜點。

## 發現與後續

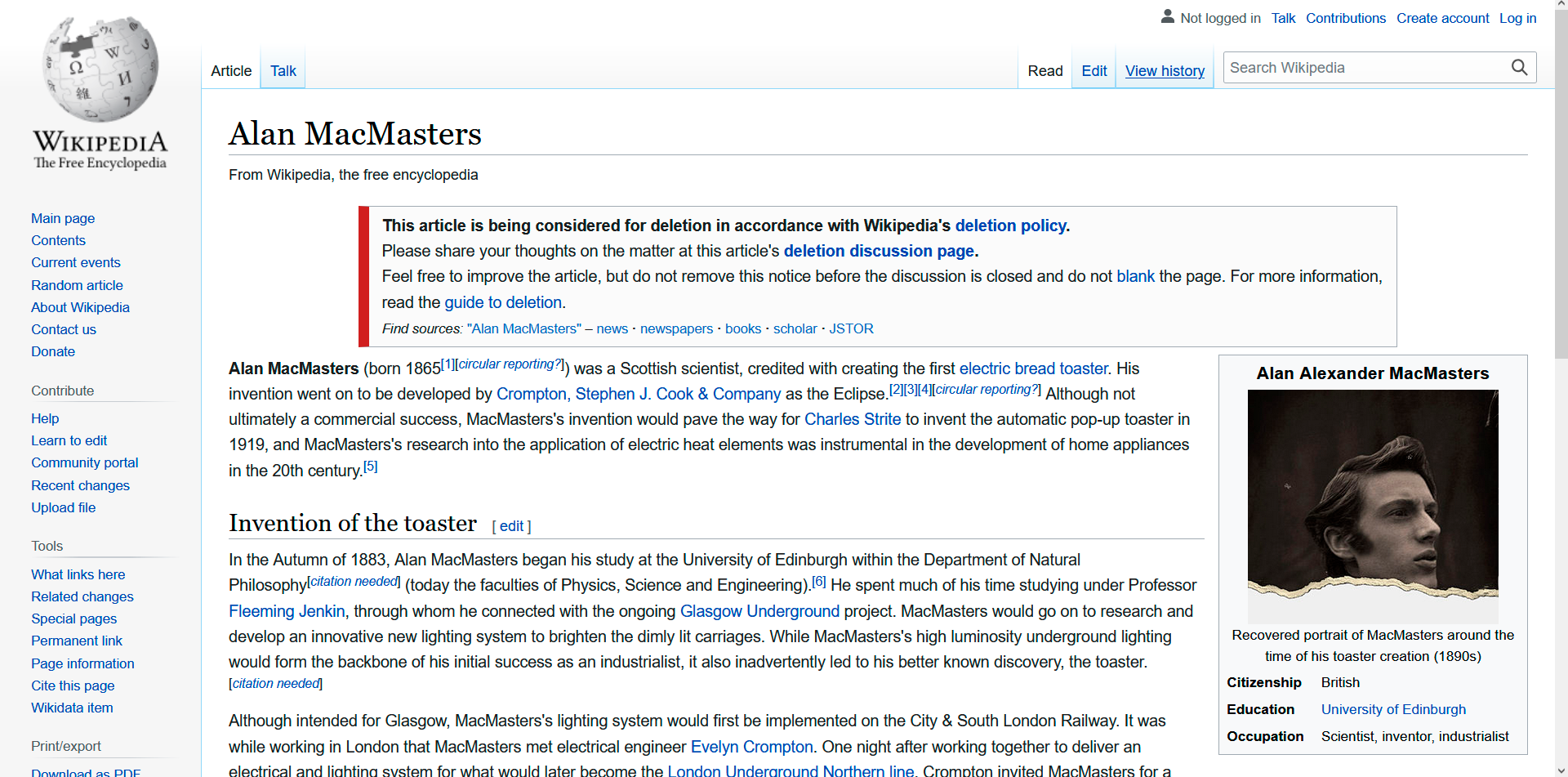
英文維基百科條目「艾伦·麦克马斯特」於2022年7月19日的截圖

2022年7月，英國肯特郡的一名青少年學生亞當（Adam）注意到維基百科條目中的「艾倫·麥克馬斯特」照片有異，進一步調查後發現該照片經過电脑圖像處理，並非真實歷史影像。並隨後將這項發現發表在Reddit上。他之所以進行查證，是因為老師在課堂上提到麥克馬斯特，於是上網查閱該人物的相關資料。當時亞當並未察覺該條目為惡作劇。有網友將亞當的Reddit帖文轉貼至批評維基百科的論壇「Wikipediocracy」，該社群隨即發現整個條目都是偽造的，條目隨後被標註為惡作劇，管理员随後將條目提交到頁面存廢討論。亞歷克斯用來執行這項惡作劇的維基百科帳號也遭到封禁。
2022年，亞歷克斯匿名向「Wikipediocracy」用户表示，他最初認為這場惡作劇不會造成太大傷害，也認為許多人其實都知道這是假的。他表示，許多後來新增的細節並非出自他本人，而是其他編者所為。但當他讀到一本關於维多利亚时代發明家的書時，發現書中將艾倫·麥克馬斯特列為發明家之一，他才第一次意識到惡作劇造成的嚴重危害。艾倫後來在一次採訪中表示，亞歷克斯仍在編輯維基百科並試著以此表達歉意，但因為擔心被再次封禁所以一直使用IP身分貢獻。